# Anglopapalism
Anglopapalism är en anglokatolsk rörelse som i hög grad identifierar sig med de anglikanska kyrkornas katolska arv, samt anser en återförening med den romersk-katolska kyrkan vara mycket angelägen.
Anglopapalister ägnar sig i hög grad åt utpräglat katolska sedvänjor, t.ex. genom att be rosenkransen och ägna sig åt eukaristisk tillbedjan. Anglopapalister brukar bekänna sig till samtliga eller nästan samtliga av katolska kyrkans teologiska dogmer, inklusive den om påvens ofelbarhet, därav namnet på rörelsen.
Många anglopapalister har konverterat till katolska kyrkan, och det finns en särskild ordning för detta när det är en hel grupp anglikaner som önskar upptas i katolska kyrkans fulla gemenskap.